# 3-й батальон территориальной обороны Львовской области
3-й батальон территориальной обороны Львовской области (укр. 3-й батальйон територіальної оборони Львівської області) — отдельный батальон, созданный в Львовской области и в дальнейшем вошедший в состав 24-й отдельной механизированной бригады Сухопутных войск Украины.

## Предшествующие события
19 марта 2014 года Совет национальной безопасности и обороны Украины принял решение о создании оперативных штабов при областных государственных администрациях пограничных областей Украины. 30 марта 2014 года и. о. президента Украины А. В. Турчинов поручил руководителям областных администраций начать создание батальонов территориальной обороны в каждой области Украины.
30 апреля 2014 года было принято официальное решение возложить функции создания батальонов территориальной обороны в каждой области Украины на областные военные комиссариаты.

## Численность и комплектование
18 марта 2014 года началось создание 3-го батальона территориальной обороны во Львовской области.
Формирование батальона проходило с использованием бюджетных средств Львовской области:
- так, 21 марта 2014 года Львовский областной совет принял «Программу материально-технического обеспечения 3-го батальона территориальной обороны Львовской области», в соответствии с которой на поддержку батальона был выделен 1 млн. гривен из областного бюджета Львовской области и ещё 3,72 млн гривен из других источников, не запрещенных законодательством. Эти средства было решено израсходовать на закупку средств защиты, средств связи, вещевого и имущественного снаряжения[9].

8 мая 2014 года областная администрация Львовской области приняла распоряжение № 149/0/5-14 о проведении организационной работы и рекламно-пропагандистской кампании по привлечению добровольцев для службы в батальоне.
По состоянию на середину мая 2014 года, размер денежного довольствия военнослужащих батальона составлял 4200 — 5700 гривен для офицеров и 2400 — 3400 гривен для солдат и сержантов.
Комплектование личным составом было завершено 30 мая 2014, в батальоне служили свыше 400 мужчин в возрасте от 25 до 40 лет, при этом большинство военнослужащих батальона ранее проходили срочную службу в вооружённых силах Украины или внутренних войсках МВД Украины.
Личный состав батальона проходил обучение в учебном центре Международного центра миротворчества и безопасности в городе Яворов и на Яворовском военном полигоне.
По состоянию на начало сентября 2014 года, в батальоне служили мужчины в возрасте от 21 до 50 лет, среди которых были не только уроженцы Львовской области, но и уроженцы других регионов Украины (в том числе Одессы, Харькова и Донецка).
В ноябре 2014 года 3-й батальон территориальной обороны Львовской области переформировали в 3-й отдельный мотопехотный батальон 24-й отдельной механизированной бригады.

## Деятельность
1 июля 2014 года было объявлено об отправке батальона «в зону проведения антитеррористической операции».
4 июля 2014 года батальон был направлен в зону боевых действий на востоке Украины, в дальнейшем личный состав батальона был размещён на шести блокпостах (в районе Луганска и в пограничной зоне, на расстоянии 6— 8 км от российско-украинской границы).
5 сентября 2014 из Львова в зону боевых действий было направлено ещё свыше 100 военнослужащих батальона.
По состоянию на 1 октября 2014 батальон находился в зоне боевых действий в районе Луганска.
5 декабря 2014 батальон был выведен из зоны боевых действий к месту постоянной дислокации, во Львовскую область.
В соответствии с указом президента Украины П. А. Порошенко № 44 от 11 февраля 2016 года оказание шефской помощи батальону было поручено Львовской областной государственной администрации.

## Техника, вооружение и снаряжение
Личный состав батальона вооружён стрелковым оружием (в том числе, автоматами АК-74 и ручными пулемётами РПК-74), а также противотанковыми гранатомётами РПГ-7.
В начале июня 2014 года батальон получил 200 бронежилетов от Академии сухопутных войск им. гетмана П. Сагайдачного, ещё некоторое количество военнослужащих самостоятельно приобрели средства защиты.
1 августа 2014 один из народных депутатов от Львовской области передал батальону собственный бронетранспортёр БТР-60П, который в дальнейшем прошёл капитальный ремонт и модернизацию на ГП «Львовский танкоремонтный завод» (были установлены крепление для пулемёта, новая радиостанция и решётчатые противокумулятивные экраны). 28 августа БТР (получивший собственное имя «Лютий Зеник») был отправлен в батальон.
20 сентября 2014 Львовский городской совет принял решение закупить для батальона несколько сборно-разборных блокпостов, разработанных на львовском предприятии ТзОВ «Пліт». Блокпост рассчитан на трёх военнослужащих и представляет собой металлическую конструкцию, обшитую геотекстилем, которую следует заполнить песком или грунтом. Стоимость одного блокпоста составляет 20 тыс. гривен.
В октябре 2014 батальон получил внедорожник Mitsubishi Challenger.

## Командование
- командир батальона: подполковник запаса А. В. Кушнир.